# Список кардиналов, возведённых антипапой Феликсом V

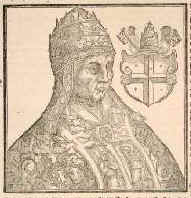
Антипапа Феликс V

Псевдокардиналы, возведённые антипапой Феликсом V — 25 прелатов и клириков были возведены в сан кардинала на пяти консисториях за почти десятилетний понтификат Феликса V.
Самой большой консисторией была Консистория от 2 октября 1440 года, на которой было назначено восемь кардиналов.

## Консистория от 12 апреля 1440 года[1]
- Луи де Ла Палю, O.S.B., епископ Лозанны (Швейцарский союз)[2];
- Бартоломео Айкарди Висконти, епископ Новары (Миланское герцогство)[3]
- Вальрам фон Моерс, антиепископ Утрехта (Утрехтское епископство)[4];
- Альфонсо Каррильо де Акунья, администратор кафедры Сигуэнса (королевство Кастилия и Леон)[4].

## Консистория от 2 октября 1440 года
- Александр Мазовецкий, князь-епископ Трента (Трентское епископство);
- Отон де Монкада и де Луна, епископ Тортосы (Арагонская корона)[5];
- Жорди д’Орно, епископ Вика (Арагонская корона);
- Франсуа де Меез, O.S.B., епископ Женевы (Швейцарский союз);
- Бернар де Ла Планш, O.S.B., епископ Дакса (королевство Франция);
- Иван Стойкович, O.P., епископ Арджиша (княжество Валахия);
- Иоганн Грюнвальдер, генеральный викарий Фрайзинга (герцогство Бавария);
- Иоанн Сеговийский, архидьякон Вильявисьоса, Овьедо (королевство Кастилия и Леон)[6].

## Консистория от 12 ноября 1440 года[7]
- Амеде де Таларю, архиепископ Лиона (королевство Франция)[8];
- Дени дю Мулен, епископ Парижа (королевство Франция);
- Филипп де Кёэтки, архиепископ Тура (королевство Франция);
- Никколо Тедески, O.S.B., архиепископ Палермо (королевство Сицилия);
- Жерар Маше, епископ Кастра (королевство Франция);
- Жан де Малеструа, епископ Нанта (королевство Франция).

## Консистория от 6 апреля 1444 года
- Жан д’Aрси, архиепископ Тарантеза (королевство Франция)[9];
- Луис Гонсалвеш де Амарал, епископ Визеу (королевство Португалия)[10];
- Винценты Кот-з-Дембна, архиепископ Гнезнено и примас Польши (королевство Польша)[11]
- Гийом д’Эстен, O.S.B., архидьякон Меца (королевство Франция)[12];
- Бартоломео Вителлески, епископ Корнето и Монтефиасконе (Папская область)[13];
- Тома де Курсель, каноник капитула кафедрального собора Амьена (королевство Франция)[4].

## Консистория до августа 1447 года
- Ланселот де Лузиньян, титулярный латинский патриарх Иерусалима (Кипрское королевство).